# باشگاه فوتبال الصناعه
باشگاه فوتبال الصناعه (به عربی: نادي الصناعة) یک باشگاه فوتبال عراقی در شهر بغداد می‌باشد. (به عربی: الصناعة) در عربی به معنای صنعت به‌کار می‌رود.

## افتخارها
- جام فوتبال عراق: ۱

۱۹۸۴